# آی‌ان‌اس چیتا (ال۱۸)
آی‌ان‌اس چیتا (ال۱۸) (به انگلیسی: INS Cheetah (L18)) یک کشتی است که طول آن 83.9 m می‌باشد. این کشتی در سال ۱۹۸۵ ساخته شد.